# Harald Stadler
Harald Stadler (* 6. März 1959 in Lienz, Osttirol) ist ein österreichischer Mittelalterarchäologe.

## Leben und Werk
Nach dem Studium der Ur- und Frühgeschichte, Klassischen Archäologie und Geschichte des Mittelalters an der Universität Innsbruck promovierte er 1985 mit dem Thema „Die vor- und frühgeschichtlichen Funde des Sonnenburger Hügels. Ein Beitrag zur Siedlungskeramik in Tirol“. Bis 1991 war er freier Mitarbeiter des Österreichischen Bundesdenkmalamtes, der Stadtarchäologie Wien sowie des Instituts für Klassische Archäologie und des Institutes für Ur- und Frühgeschichte an der Universität Innsbruck, ab 1992 Assistent am Institut für Ur- und Frühgeschichte. 2000 wurde er an der Heimatuniversität mit der venia legendi „Ur- und Frühgeschichte sowie Mittelalter und Neuzeitarchäologie“ habilitiert.
Die Forschungsarbeit Stadlers an dem von Konrad Spindler ins Leben gerufenen Innsbrucker Fachbereich Mittelalter- und Neuzeitarchäologie trug zur Etablierung dieser Disziplin in Westösterreich bei. Dazu zählen die Gletscherarchäologie (angespornt durch den Fund der Gletschermumie vom Tisenjoch) und die Archäologie „oberhalb der Grasnarbe“ in Blindböden oder Gerüstlöchern von Gebäuden, seit 2002 auch Tätigkeiten zur zeitgeschichtlichen Archäologie des Ersten Weltkrieges (Dolomitenfront) und Zweiten Weltkrieges (Kosaken in Lienz), außerdem die Sachgebiete Wirtschaftsgeschichte und Numismatik des Mittelalters, Handwerks- und Regionalgeschichte, Stoffe und Kleidung, Geschichte Tirols (Waffen und Burgen), Schloss Tirol und Grabungsdokumentationen.
Harald Stadler ist Herausgeber der Zeitschriftenreihe „Nearchos“ und „Prearchos“ und im Editorial Board der digitalen Zeitschrift „Histarch“.

## Schriften (Auswahl)
- Ausgrabungen auf der Burgruine Flaschberg bei Oberdrauburg in Kärnten. In: Nearchos. Band 3, 1995, ZDB-ID 1241033-0, S. 137–331, 345–391.
- Ausgrabungen am Kirchhügel von St. Justina, Gem. Thal/Assling. In: Nearchos Beiheft. Band 3, 1996, ZDB-ID 2257984-9, S. 7–104.
- Untersuchungen zur neuzeitlichen Keramikproduktion im Pustertal am Beispiel der Hafnerei Höfer-Troger-Steger in Abfaltersbach, Osttirol. 2 Bände. Golf-Verlag, Innsbruck 2002–2014;
  - Band 1: Die Familiengeschichte, die Baulichkeiten und das hafnereitechnische Inventar (= Nearchos. 11). 2002, ISBN 3-900773-31-9;
  - Band 2: Die Aufschreibbücher der Hafnerei Steger von 1879–1941 (= Nearchos. 21). 2014, ISBN 978-3-900773-95-3.
- „Untertan kontra Obrigkeit“. Die Gletscherleiche des Wilderers Norbert Mattersberger vom Gradetzkees in Osttirol. In: Johann Holzner, Elisabeth Walde (Hrsg.): Brüche und Brücken. Kulturtransfer im Alpenraum von der Steinzeit bis zur Gegenwart. Aufsätze, Essays (= Transfer. 57). Folio-Verlag, Wien-Bozen 2005, ISBN 3-85256-287-2, S. 236–249.
- Zur Archäologie der Kosaken in Osttirol. In: Harald Stadler, Martin Kofler, Karl C. Berger: Flucht in die Hoffnungslosigkeit. Die Kosaken in Osttirol. StudienVerlag, Innsbruck-Wien-Bozen 2005, ISBN 3-7065-4152-1, S. 39–54.
- mit Friedrich Stepanek: Vor dem Müll gerettet. Das Projekt Kosaken in Osttirol. In: Harald Stadler, Rolf Steininger, Karl C. Berger (Hrsg.): Die Kosaken im Ersten und Zweiten Weltkrieg (= Nearchos. Archäologisch-militärhistorische Forschungen. 3). StudienVerlag, Innsbruck-Wien-Bozen 2008, ISBN 978-3-7065-4623-2, S. 47–66.
- als Herausgeber mit Lisa Obojes: Keramik zwischen Werbung, Propaganda und praktischem Gebrauch. Beiträge vom 50. Internationalen Symposium für Keramikforschung in Innsbruck 2017. A. Weger, Brixen 2018, ISBN 978-88-6563-222-2.